# Eidechsenwurz
Die Eidechsenwurz (Typhonium venosum, Syn.: Sauromatum venosum (Dryand. ex Aiton) Kunth) ist eine Pflanzenart in der Gattung Typhonium aus der Familie der Aronstabgewächse (Araceae). Auf Englisch wird sie „Voodoo Lily“ genannt. Ihre Knolle wird auch als Wunderknolle bezeichnet, weil sie ohne Wasser und Erde Blüten treiben kann. Sie ist in Mitteleuropa eher selten als Zierpflanze anzutreffen, obwohl ihre Pflege recht einfach ist. Sie wird in botanischen Gärten oder von Pflanzenliebhabern kultiviert.

## Verbreitung
Diese Art hat natürliche Areale in Bhutan, im nordwestlichen Indien (Simla), Myanmar, Nepal, Sikkim und in den chinesischen Provinzen: Yunnan und Xizang. Insgesamt reicht ihr Verbreitungsgebiet vom tropischen Afrika bis Yunnan.
Sie wächst in immergrünen Regenwäldern, Sekundärvegetation, in Wiesen an Flüssen und an Wegrändern in Höhenlagen von 1350 bis 2030 Meter.

## Beschreibung

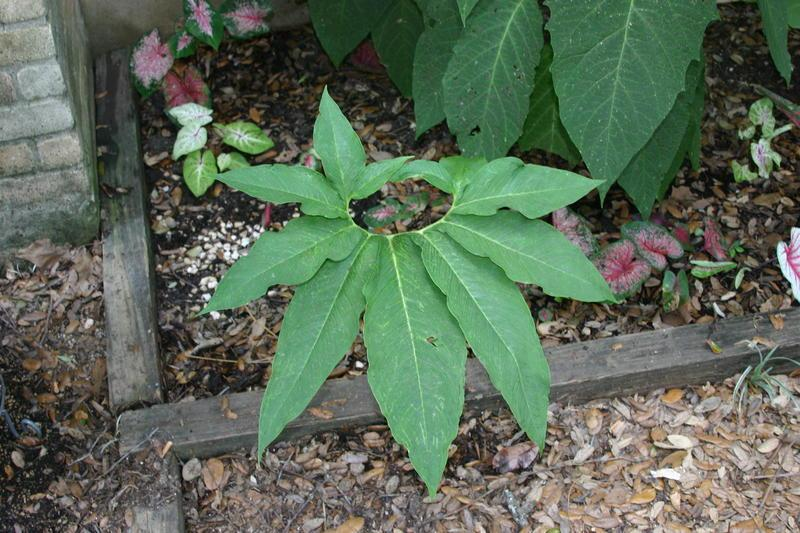
Laubblatt

### Vegetative Merkmale
Die Eidechsenwurz ist eine mehrjährige krautige Pflanze. Sie zählt zu den Geophyten, das sind Pflanzen, die ungünstige Jahreszeiten in Form von unterirdischen Speicherorganen verbringen. Im Fall der Eidechsenwurz ist es eine stärkereiche Sprossknolle, die einen Durchmesser von bis zu 20 cm erreicht. Zwischen Februar und April (je nach Temperatur) beginnen die Knollen auszutreiben. Dabei erscheint zuerst ein Blütenstand. Erst nach dessen Abblühen entwickeln sich pro Pflanze meist ein, manchmal auch zwei große, gefiederte Laubblätter mit sieben bis elf Blattfiedern und einem gefleckten, 20 bis 50 cm langen Blattstiel. Die Energie zum Austreiben des Blütenstandes nimmt die Pflanze ausschließlich aus ihrer Speicherknolle. Junge Knollen werden über der Mutterknolle gebildet.
Die Blätter betreiben den Sommer über Photosynthese und liefern die Energie zur Bildung einer neuen Knolle, während das vorjährige Speicherorgan zu einem vertrockneten Häutchen zusammenschrumpft. Im Herbst beginnt die Pflanze dann, ihre gesamten Energiereserven in die unterirdische Knolle zu transportieren. Die Blätter und auch die Wurzeln werden welk und sterben ab. In dieser Form erträgt die Eidechsenwurz auch leichte Fröste und kann im Frühjahr wieder neu austreiben.

### Generative Merkmale
Die Eidechsenwurz ist eine Pflanzenart mit einem sehr ausgeklügelten Bestäubungsmechanismus. Er funktioniert ähnlich wie der des  Aronstabs.
Aufbau des Blütenstandes:
Die Eidechsenwurz ist einhäusig getrenntgeschlechtig (monözisch).
Bei den meisten Aronstabgewächsen sind die Blüten zu einer funktionellen Einheit zusammengefasst. Was wie eine einzelne Blüte wirkt, ist in Wirklichkeit ein ganzer Blütenstand mit Kolben und Spatha (Hochblatt der Aronstabgewächse). Wie bei den meisten Arten der Familie sind bei der Eidechsenwurz die männlichen und weiblichen Blüten voneinander getrennt am Kolben (lat. Spadix) angeordnet. Die männlichen Blüten bestehen nur aus Staubblättern mit sehr kurzen Staubfäden; sie befinden sich im oberen Teil des Kolbens, diese Zone ist  1 bis 13 cm lang. Die weiblichen Blüten sind auf Fruchtknoten und Narbe reduziert und befinden sich im unteren Teil des Kolbens. Zwischen männlicher und weiblicher Zone befindet sich eine 8 bis 8,5 cm lange sterile Zone; auf einer Länge von etwa 1,0 bis 1,8 cm befinden sich keulenförmige, sterile Blüten. Der Kolben geht oberhalb der männlichen Blüten in einen langen Fortsatz über. Der ganze Blütenstand samt Fortsatz wird von einem Hochblatt (lat. Spatha) umhüllt, welches rötlich-gelb gefleckt, spitz zulaufend und 32 bis 44 cm lang ist. Um die Blütenzone herum ist sie bauchig, kesselförmig geschlossen und bildet eine sogenannte Kesselfalle für Insekten.
Bestäubungsmechanismus:

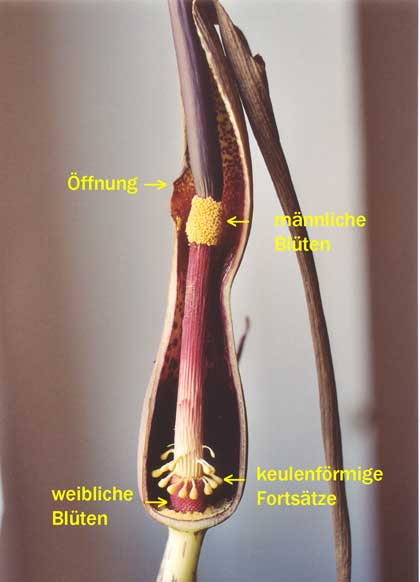
Blütenstand aufgeschnitten von innen

Der ausgeklügelte Mechanismus der Bestäubung erfolgt in einem zweitägigen Zyklus:
1. Tag:
Die Spatha, die den Blütenstand umschließt, öffnet sich am Morgen und gibt den bräunlichviolett glänzenden Kolben und den Kesseleingang frei. Die Eidechsenwurz wird vornehmlich von Fliegen und anderen aasfressenden Insekten bestäubt. Der Kolben produziert einen durchdringenden Geruch nach Aas und Dung, den die Insekten über weite Distanzen wahrnehmen können. Zusätzlich imitiert die rotbraun gefleckte Spatha das Aussehen von verwesendem Fleisch, was zusätzlich attraktiv auf die Insekten wirkt. Doch der Anlockmechanismus ist noch viel spezieller. Im inneren des Kessels, oberhalb der weiblichen Blüten gibt es nämlich sogenannte keulenförmige Organe, die ebenfalls einen Duft produzieren. Dieser unterscheidet sich sehr stark vom Aasgeruch des Kolbens, er ist eher angenehm, zitrusartig. Dieser zweite Geruch dient wohl dazu, die angelockten Tiere ins Innere der Falle zu dirigieren. Diese landen also auf der Pflanze, werden in die Öffnung der Spatha gelockt, rutschen an den glatten Innenwänden ab und landen am Boden des Kessels. Dort befinden sich auch die weiblichen Blüten.
Die Befruchtung kann nur dann erfolgen, wenn die Insekten von einem Besuch bei einer anderen Eidechsenwurz bereits Pollen mitbringen. Die Gefangenen werden über Nacht festgehalten, die Spatha krümmt sich sogar über die Öffnung und verschließt sie, um ein Entkommen zu verhindern.
Am 2. Tag des Blühzyklus öffnen sich erst die Staubblätter der männlichen Blüten und geben den Blütenstaub frei, der auf die Fliegen herabrieselt und durch den sie hindurchkrabbeln. Die Spatha öffnet sich wieder, sie wird welk und dadurch wird die vorher rutschige Oberfläche für die Insekten begehbar. Die mit Blütenstaub beladenen Tiere verlassen den Blütenstand, der nun auch nicht mehr so verführerisch riecht. Mit etwas Glück landen sie dann auf einem anderen Eidechsenwurz-Blütenstand, der gerade bestäubungsfähig ist, und die Prozedur beginnt von vorne.

### Früchte und Samen
Es werden rote Beeren gebildet. Die eiförmigen Samen sind etwa 1,8 mm breit.

### Chromosomenzahl
Die Chromosomenzahl beträgt 2n = 26.

## Systematik

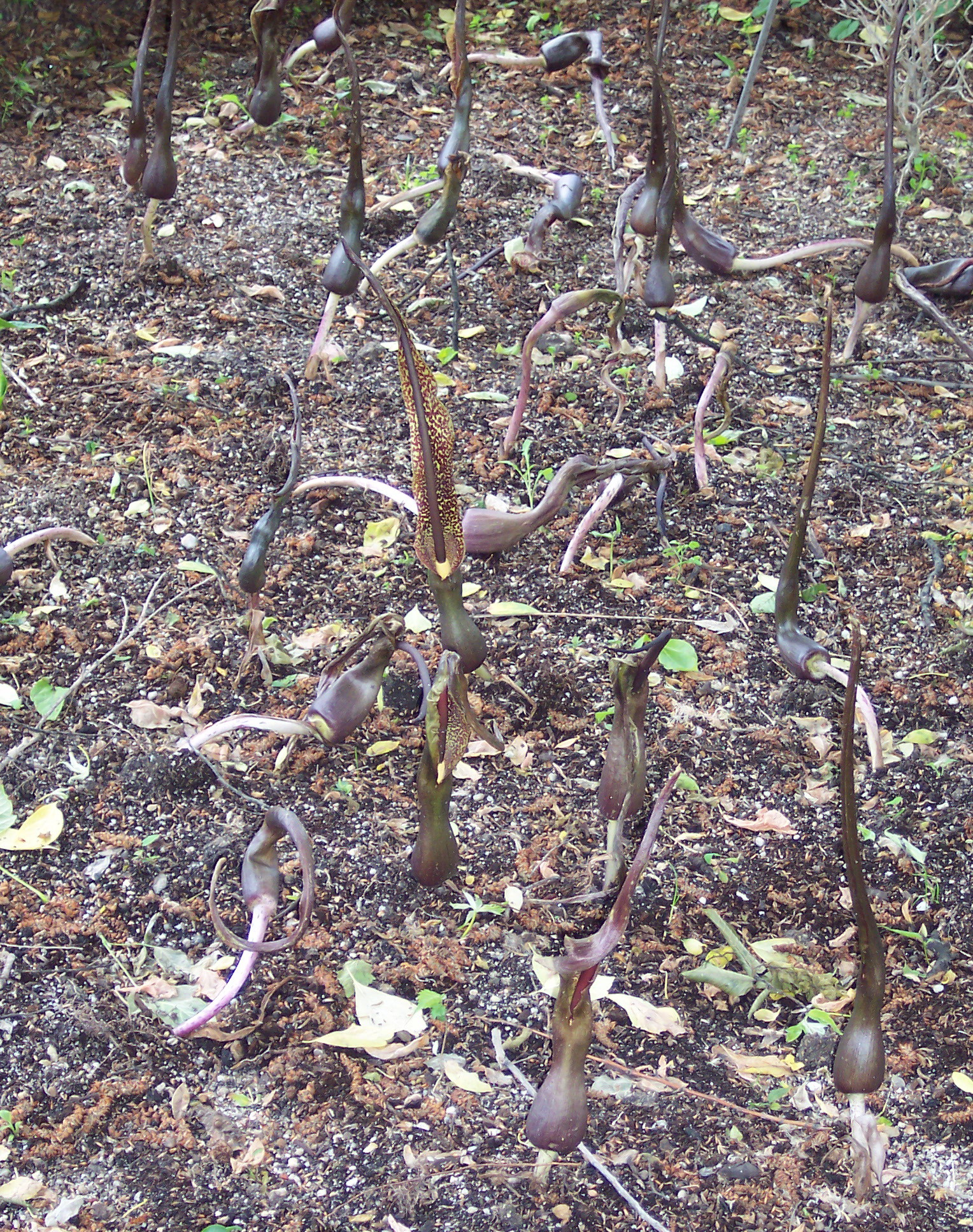
Bestand

Synonyme für Typhonium venosum (Aiton) Hett. & P.C.Boyce sind: Sauromatum venosum (Ait.) Kunth, Sauromatum abyssinicum Schott, Sauromatum guttatum (Wall.) Schott, Arum guttatum Ait. Die Arten der Gattung Sauromatum wurden in die Gattung Typhonium eingegliedert.